# الرقاما
الرقاما بلدة وناحية تتبع منطقة حمص في محافظة حمص في سورية. بلغ عدد سكان الناحية 20,602 نسمة حسب تعداد عام 2004.